# Otto Niemeyer
Otto Ernst Niemeyer, född 1883, död 6 februari 1971, var en brittisk finansman.
Niemeyer var styrelseledamot i Bank of England och Bank for International Settlements. Han var medlem av Nationernas förbunds finansutskott och blev dess ordförande 1927. Niemeyer blev vid flera tillfällen tillkallad av olika stater för sanering av deras finanser, bland annat Australien, Brasilien med flera.